# اوبرنبرایت
اوبرنبرایت (به آلمانی: Obernbreit) یک منطقهٔ مسکونی در آلمان است که در کیتسینگن واقع شده‌است.